# Älvsbacka distrikt
Älvsbacka distrikt är ett distrikt i Karlstads kommun och Värmlands län. Distriktet ligger omkring Älvsbacka i mellersta Värmland.

## Tidigare administrativ tillhörighet
Distriktet inrättades 2016 och utgörs av Älvsbacka socken i Karlstads kommun.
Området motsvarar den omfattning Älvsbacka församling hade vid årsskiftet 1999/2000.

## Tätorter och småorter
I Älvsbacka distrikt finns inga tätorter eller småorter.